# 古市場 (川崎市)
古市場（ふるいちば）は、神奈川県川崎市幸区の大字・町名。現行行政地名は大字古市場と古市場1丁目、古市場2丁目。住居表示は未実施。

## 地理
幸区の北東部に位置し、東に東古市場・小向東芝町、南と西に下平間、北西に中原区上平間、川を挟んで北に東京都大田区矢口と接している。

### 地価
住宅地の地価は2025年（令和7年）1月1日の公示地価によれば古市場1丁目23-6の地点で34万8000円/m²となっている。

## 歴史

### 沿革
- 1924年（大正13年）7月1日 - 橘樹郡御幸村が川崎市に編入。御幸村大字古市場は、川崎市古市場となる。
- 1948年（昭和23年）5月20日 - 土地区画整理事業により古市場の一部を分離し、古市場1丁目と古市場2丁目を新設[7]。
- 1972年（昭和47年）4月1日 - 川崎市が政令指定都市の制定に伴い、幸区が新設。川崎市幸区古市場、川崎市幸区古市場（1〜2丁目）となる[5][8]。

## 世帯数と人口
2025年（令和7年）6月30日現在（川崎市発表）の世帯数と人口は以下の通りである。
| 大字・丁目  | 世帯数    | 人口     |
| ----------- | --------- | -------- |
| 古市場      | 1,190世帯 | 2,311人  |
| 古市場1丁目 | 1,789世帯 | 3,711人  |
| 古市場2丁目 | 2,034世帯 | 4,159人  |
| 計          | 5,016世帯 | 10,184人 |

### 人口の変遷
国勢調査による人口の推移。
| 年                 | 人口   |
| ------------------ | ------ |
| 1995年（平成7年）  | 11,344 |
| 2000年（平成12年） | 10,377 |
| 2005年（平成17年） | 10,427 |
| 2010年（平成22年） | 10,024 |
| 2015年（平成27年） | 9,773  |
| 2020年（令和2年）  | 9,955  |

### 世帯数の変遷
国勢調査による世帯数の推移。
| 年                 | 世帯数 |
| ------------------ | ------ |
| 1995年（平成7年）  | 4,504  |
| 2000年（平成12年） | 4,207  |
| 2005年（平成17年） | 4,386  |
| 2010年（平成22年） | 4,483  |
| 2015年（平成27年） | 4,411  |
| 2020年（令和2年）  | 4,517  |

## 学区
市立小・中学校に通う場合、学区は以下の通りとなる（2025年4月時点）。
| 大字・丁目  | 番・番地等 | 小学校               | 中学校             |
| ----------- | ---------- | -------------------- | ------------------ |
| 古市場      | 全域       | 川崎市立古市場小学校 | 川崎市立平間中学校 |
| 古市場1丁目 | 全域       | 川崎市立古市場小学校 | 川崎市立平間中学校 |
| 古市場2丁目 | 全域       | 川崎市立下河原小学校 | 川崎市立平間中学校 |

- 下河原小学校と平間中学校は、中原区に所在する。

## 事業所
2021年（令和3年）現在の経済センサス調査による事業所数と従業員数は以下の通りである。
| 大字・丁目  | 事業所数  | 従業員数 |
| ----------- | --------- | -------- |
| 古市場      | 33事業所  | 195人    |
| 古市場1丁目 | 77事業所  | 394人    |
| 古市場2丁目 | 89事業所  | 395人    |
| 計          | 199事業所 | 984人    |

### 事業者数の変遷
経済センサスによる事業所数の推移。
| 年                 | 事業者数 |
| ------------------ | -------- |
| 2016年（平成28年） | 218      |
| 2021年（令和3年）  | 199      |

### 従業員数の変遷
経済センサスによる従業員数の推移。
| 年                 | 従業員数 |
| ------------------ | -------- |
| 2016年（平成28年） | 1,009    |
| 2021年（令和3年）  | 984      |

## 施設
- 川崎市立古市場小学校
- 幸警察署 古市場交番

## その他

### 日本郵便
- 郵便番号 : 212-0052[3]（集配局 : 川崎港郵便局[19]）

### 警察
町内の警察の管轄区域は以下の通りである。
| 大字・丁目  | 番・番地等 | 警察署   | 交番・駐在所 |
| ----------- | ---------- | -------- | ------------ |
| 古市場      | 全域       | 幸警察署 | 古市場交番   |
| 古市場1丁目 | 全域       | 幸警察署 | 古市場交番   |
| 古市場2丁目 | 全域       | 幸警察署 | 古市場交番   |